# .pro
.pro je internetová generická doména nejvyššího řádu pro profesionály, profesní sdružení apod. Byla zřízena roku 2004 a je spravována organizací Registry Services Corporation. Od 16. listopadu 2015 ji může zaregistrovat kdokoli.